# 藤本洸大
藤本 洸大（ふじもと こうだい、2005年10月6日 - ）は、日本の俳優。第35回ジュノン・スーパーボーイ・コンテストにおいてグランプリを獲得。2023年4月3日に芸能事務所トップコートに所属することを発表した。

## 略歴
2005年10月6日に生まれ、兵庫県で育つ。
5歳から特技でもあるサッカーを始めた。
2022年に開催された第35回ジュノン・スーパーボーイ・コンテストにエントリーし、グランプリを獲得した。
2023年4月3日に芸能事務所トップコートに所属し、芸能活動を行うことを自身のInstagramアカウントでの配信で発表した。
2023年12月16日、宮世琉弥・原菜乃華がW主演を務める「恋わずらいのエリー」（2024年3月15日公開、松竹）にて、初の映画出演を果たすことが発表された。

## 第35回ジュノン・スーパーボーイ・コンテスト
第35回ジュノン・スーパーボーイ・コンテストでは第１次審査から第３次審査まで行われ、これらの審査を通してファイナリストが決定された。

### 第１次審査
第１次審査は主にジュノン編集部による（主に書類）選考が行われ、応募総数15,447人からBEST1000が決定した。また、この編集部による選考のほかにライブ配信サービスSHOWROOMによる選考も並行して行われた。藤本は、前者の書類選考によりBEST1000入りを果たした。

### 第２次審査
第２次審査は主に地方予選という形を取り、北から札幌、秋田、東京、大阪、京都、福岡の全７会場で行われ（東京は２回に分けて行われた）、BEST150が決定した。
藤本は京都予選（2022年5月14日）に参加し、BEST150に選出された。

### 第３次審査
第３次審査は人気投票として、
- ライブ配信サービスSHOWROOMでの、候補者の配信に対する星（無料ポイント）やギフティング（有料ポイント）による投票
- JUNON公式アプリJUNONTVでの、候補者が投稿した画像・動画に対するCHEERと呼ばれる応援ポイントによる投票
- 月刊誌JUNONの巻末に付属する愛読者ハガキによる投票

の３つの投票それぞれにおけるランキングに応じてCP（コンテストポイント）が与えられ、これらの合計ポイントによる総合順位が決定され、上位から次の投票に進出する。
ライブ配信サービスSHOWROOMとJUNON公式アプリJUNONTVにおけるランキングは公開されているが、月刊誌JUNONの愛読者ハガキによる投票結果は公開されていない。
第35回では、地方予選後、BEST75→BEST30→BEST20→BEST10と選出された。BEST30決定戦までは３ブロックに分け、それぞれにおいてSHOWROOMおよびJUNONTVのランキングをつけ、合計ポイントを全体でランキングにして進出者を決定した。ただし、第35回では各段階において敗者復活戦が行われ、それぞれ５名ずつが敗者復活したため、実際に進出する人数はBEST30では25名、BEST20では15名だった。
次戦への進出者はJUNONTVにおいて公開されたが、JUNONTVの定期購読サービスである「プレミアムサポーター」に加入した特典として先行公開が行われた。
また、ファイナリスト15名によって、人気No.1の証であるフォトジェニック賞決定戦として同じく人気投票が行われた。
| 決定戦                      | 実施期間           | 進出人数 | SHOWROOM                   | JUNONTV                   | 全体順位               |
| --------------------------- | ------------------ | -------- | -------------------------- | ------------------------- | ---------------------- |
| BEST75決定戦 （150名→75名） | 6月18日～7月3日    | 75名     | 19位 （Bブロック全50名中） | 8位 （Bブロック全50名中） | 33位タイ （全150名中） |
| BEST30決定戦 （75名→25名）  | 7月16日～7月31日   | 25名     | 7位 （Cブロック全25名中）  | 8位 （Cブロック全25名中） | 19位 （全75名中）      |
| BEST20決定戦 （30名→15名）  | 8月22日～9月4日    | 15名     | 7位                        | 16位                      | 10位タイ               |
| BEST10決定戦 （20名→10名）  | 9月22日～10月2日   | 10名     | 8位                        | 14位                      | 13位                   |
| フォトジェニック賞決定戦    | 10月24日～10月30日 | ー       | 3位                        | 3位                       | 3位                    |

### BEST30お披露目記者会見
2022年8月20日にコモレ四谷にてBEST30進出者及び並行して開催されていたジュノン・スーパーライバー・コンテストのファイナリスト10名の計40名のお披露目記者会見が行われた。第31回ジュノン・スーパーボーイ・コンテストでグランプリを受賞した松本大輝と第35回でBEST75まで進出しながらも辞退し、ジュノンボーイ応援大使となったくまモンが候補者を激励した。
この記者会見の後にはファンミーティングとしてBEST30進出者とジュノン・スーパーライバー・コンテストのファイナリスト10名の計40名がファンと交流した。
藤本はこのお披露目記者会見にて、SHOWROOMを介した配信で始めた「マリーゴールド」（あいみょん）のギター弾き語りを披露した。

### ファイナリストお披露目記者会見
2022年10月22日にファイナリストに選出された15名のお披露目記者会見が行われた。この記者会見では最終選考会においてゲスト審査員を務める第25回でグランプリを獲得した犬飼貴丈と美容家IKKOによる激励メッセージを放映した。

### 最終選考会
2022年11月27日にEBiS303において最終選考会が行われた。第１次審査「自由パフォーマンス審査」と第２次審査「告白審査」によってJUNON編集部、芸能事務所、ゲスト審査員、プレミアシートによる観覧者、読者リモート審査員の投票によりグランプリ・準グランプリが決定する。
藤本は第１次審査において、未経験ながら１か月の練習期間を通して修得した和太鼓を披露し、グランプリを獲得した。

### THE JUNON COLLECTION in 35th JUNON SUPERBOY CONTEST
丸井織物株式会社の運営するUP-Tとジュノン・スーパーボーイ・コンテストのコラボ企画としてオリジナルグッズの販売イベントが2022年11月28日から2023年2月28日にわたって開催された。ファイナリストによりデザインされたオリジナルグッズ（Tシャツ、ロングスリーブTシャツ、スマホケース、アクリルキーホルダーの４種）の販売数に応じて与えられるポイントと応援ツイートの数によって与えられるポイントによりランキングが算出され、上位３名が月刊誌JUNON６月号（2023年4月21日発売）にインタビュー記事が掲載される。同年3月7日に結果が発表され、藤本は惜しくも入賞ならず、総合6位を獲得した。

### 卒業配信イベント
第35回ジュノン・スーパーボーイ・コンテストの結びのイベントとして2023年2月23日から28日にかけて行われた。ライブ配信サービスSHOWROOMの応援ポイントによる順位でランキングを算出した。上位３名は月刊誌JUNON６月号（2023年4月21日発売）に撮りおろし・インタビュー記事が掲載される。藤本はこのイベントにおいて参加者17名で惜しくも入賞ならず、6位を獲得した。

### ファンミーティング
最終選考会当日より約１か月にわたって開催されたオンラインくじ「JUNONTVくじ」の景品の一つとして設けられ、2023年3月4日にフォッグ株式会社にて行われた。イベントでは当選したファンとの交流に加え、ファンの私物へのサイン入れなどが行われた。

## 人物

### 家族構成
- 兄が１人いる。

### 趣味・特技
- 特技はサッカーで、５歳から現在まで継続している。ポジションはボランチ。
- 趣味は心理学[27][注 22]、アニメ鑑賞。

### 嗜好
- 好きな食べ物は餃子・チャーシュー・パスタ・ピーマン・ラー油・わさびで、嫌いな食べ物はナス[注 23]、ホルモンである[28]。
- 憧れの俳優に菅田将暉、佐藤健を挙げている。

### その他
- 名前の「洸大」について、「“洸”が海と光で、輝く存在。“大”が、やさしく大きく成長するように」という思いが込められているという。
- ジュノン・スーパーボーイ・コンテストの人気投票の際には、視聴者からの要望を受け、ギターの弾き語りを始めた。
- 小学校在校時から継続してクラス委員を務めており、中学校のサッカー部ではキャプテンを務めた[注 24]。
- Twitterのアカウント名などに見られる「⚽🗻」は自身が特技とするサッカーを示すサッカーボールと苗字の「藤本」にかけた富士山の絵文字であり、これをファンマーク[注 25]としていた。

## 出演・掲載

### テレビドラマ
- 磯部磯兵衛物語～浮世はつらいよ～（2024年7月12日-、WOWOW）- 高杉秀才 役[29]
- スメルズ ライク グリーン スピリット（2024年9月20日 - 、毎日放送） - 夢野太郎 役[30]
- スノードロップの初恋（2024年10月1日 - 12月17日、関西テレビ・フジテレビ） - 橋本純平 役[31]
- 世にも奇妙な物語’24 冬の特別編「第1回田中家父親オーディション」（2024年12月14日、フジテレビ） - 田中一郎 役[32]
- なんで私が神説教（2025年4月12日 - 6月14日、日本テレビ） - 梶山樹 役[33]
- 低体温男子になつかれました。（2025年5月8日 - 6月26日、TOKYO MX1） - 緒方海里 役[34]
- 修学旅行で仲良くないグループに入りました（2025年10月18日〈予定〉 - 、朝日放送テレビ） - 主演・日置朝陽 役（簡秀吉とダブル主演）[35]

### 配信ドラマ
- 最期の授業-生き残った者だけが卒業-（2024年11月26日、UniReel） - 井上隆 役[36]
- Phonecall（2025年1月16日、 縦形ショートホラードラマ 劇団ポケット） - 主人公 役
- いつだって究極の選択 シーズン2（2025年6月2日、TikTok）[37]

### ラジオドラマ
- FMシアター (NHK-FM)
  - 『14年目のハッピーバースデー』（2025年3月8日）[38] - 高橋先輩 役

### 映画
- 恋わずらいのエリー（2024年3月15日、松竹） - 青葉洸 役[39]
- うちの弟どもがすみません（2024年12月6日、松竹） - 相楽郁人 役
- 青春ゲシュタルト崩壊（2025年6月13日、ナカチカピクチャーズ） - 山下祈 役[40][41]
- 劇場版 スメルズ ライク グリーン スピリット（2025年6月公開予定、ポニーキャニオン） - 夢野太郎 役[42]

### 舞台
- 舞台『それってキセキ』（2025年7月31日 - 8月4日〈予定〉、シアター1010） - 主演・navi 役[43][44]

### CM
- ahamo×iPhone 15「ahamo　あなたの春に、ピントを合わせて編」 (Web CM)
- docomo×iPhone16 「docomo 家族のカメラ担当編」 (CM)
- SEA BREEZE（シーブリーズ） (CM)

### イベント
- TopCoat夏祭り2023～いい夏にしようぜ～（2023年8月19日）※生配信イベント
- 第36回ジュノン・スーパーボーイ・コンテスト最終選考会（2023年11月26日）プレゼンター
- 『恋わずらいのエリー』バレンタイン♡スペシャルイベント（2024年2月13日）[45]
- TopCoat夏祭り2024～SAITEN～（2024年８月17日）※VTR出演

### 配信番組
- NATSLIVE[46]「藤本洸大SPアート」#1「アートライブに挑戦！」（2025年１月27日）

### ラジオ
- JUNON SUPERBOY HIGHSCHOOL vol.18[47][注 26]（2023年9月10日、ShibuyaCross-FM）

### 雑誌

#### 月刊誌「JUNON」
- 2022年8月号（2022年6月22日発売）BEST150掲載
- 2022年9月号（2022年7月22日発売）BEST75掲載
- 2022年10月号（2022年8月22日発売）BEST30掲載
- 2022年11月号（2022年9月22日発売）BEST20掲載
- 2022年12月号（2022年10月21日発売）BEST10掲載
- 2023年1月号（2022年11月22日発売）ファイナリスト掲載
- 2023年2月号（2022年12月21日発売）最終選考会模様掲載
- 2023年3月号（2023年1月20日発売）グランプリ特集記事掲載
- 2023年6月号（2023年4月21日発売）ファイナリスト所属事務所について掲載
- 2023年9月号（2023年7月22日発売）インタビュー記事掲載
- 2023年12月号（2023年10月20日発売）35代ファイナリスト集合特集記事掲載
- 2024年4月号（2024年2月22日発売）インタビュー記事掲載
- 2024年9月号（2024年7月22日発売）インタビュー記事掲載

#### 週刊女性
- 2023年1/17・24合併号（2023年1月5日発売）
- 2023年12/19号（2023年12月5日発売）

#### awesome!
- vol.69（2024年10月31日発売）

#### 週刊TVガイド
- TVガイドdan vol.53（2024年10月15日発売）
- TVガイドAlpha EPISODE FFFF（2024年10月28日発売）